# قلعة إزدها بيكر
قلعة إزدها بيكر (بالفارسية: قلعه اژدهاپیکر) هي قلعة تاريخية تعود إلى عصر ساسانيون، وتقع في مقاطعة لارستان.